# Яшнов, Леонид Иванович
Леонид Иванович Яшнов (1860—1936) — лесовод, организатор лесотехнического образования в России.

## Биография
Родился в Нижнем Новгороде в семье мещанина.
Учился в нижегородском дворянском институте (1869—1877), затем — в Петровской земледельческой и лесной академии (1877—1881). Окончив лесное отделение, оставлен ассистентом профессора М. К. Турского, — на кафедре лесоводства. В это время вышла его первая самостоятельная работа «О влиянии температуры на прорастание семян некоторых хвойных древесных пород» (Известия Петровской Земледельческой и Лесной академии, 1884); с его участием вышла книга «Определитель древесины, ветвей и семян».
В 1886—1888 годы стажировался за рубежом: слушал лекции К. Гайера и Р. Гартига — в Германии, Л. Боппа — во Франции, изучал постановку дела более чем в 30 лучших лесничествах Германии и Франции. Из-за закрытия лесного отделения Петровской академии Л. И. Яшнов, вернувшись в Россию, был вынужден перейти на практическую работу: после командировки в Херсонскую губернию он поступил на службу в Киевскую удельную контору на должность учёного лесовода, затем перешёл в Санкт-Петербург, в Главное управление уделов.
Работа в управлении уделов дала Л. И. Яшнову возможность глубоко изучить леса Севера, Крыма, Белоруссии, Беловежской Пущи, Поволжья. Его оценка усыхания ельников и ведения лесного хозяйства в Вологодской и Архангельской губерниях в 1901 году явилась основой для проведения одного из особых Совещаний лесных техников в 1902 году при Главном управлении уделов.
С 1901 по 1904 г. Л. И. Яшнов был редактором «Лесного журнала».
Л. И. Яшнов возглавлял Лесное общество России.
В период 1917—1921 годов Яшнов работал начальником Симбирского Удельного Округа.
В 1921 году Яшнов был приглашён на работу в Горецкий сельскохозяйственный институт на кафедру общего лесоводства. В 1925 году он перешёл на работу в только что открытый Казанский институт сельского хозяйства и лесоводства; здесь он читал курс дендрологии, лесоведения и общего лесоводства. Он был дважды деканом, проректором по учебной части, заведующим учебными лесничествами (их было три). В Казани им было организовано Казанское лесное общество, председателем которого был несколько лет.
После перевода лесного факультета в 1932 году из Казани в Йошкар-Олу он продолжил работу в Поволжском лесотехническом институте.
Яшновым было доказано благотворное влияние лесных полос и лесов в степи и лесостепи на урожайность сельскохозяйственных культур, повышения плодородия почвы, их водоохранное значение; ему принадлежит тезис: «Кто не верит в водоохранную роль леса, тот — нелесовод». Высоко ценил Яшнова Г. Ф. Морозов.

## Основные труды
Л. И. Яшнов написал учебники «Общее лесоводство», «Биология лесных деревьев», опубликовал более 80 крупных научных работ:
- «Определение древесины, ветвей и семян главнейших древесных и кустарниковых пород по таблицам» (1893) (в соавторстве с М. К. Турским)
- «Курс общего лесоводства» (1921—1922)
- «Краткий курс лесной статистики» (1923, 1928)
- «Курс биологии лесных деревьев с кратким их описанием: (Лесная дендрология)» (1928)
- «Краткий курс лесоведения и общего лесоводства» (1931)
- «Живой напочвенный покров» (1933)
- «Леса, воды и урожай» (1933)
- «О классификации типов леса» (1934)
- «Рубки леса» (1934)